# محافظة الشرقية
محافظة الشرقية إحدى محافظات جمهورية مصر العربية وتقع في المنطقة الشرقية وثالث أكبر المحافظات في التعداد السكاني. ولها أهمية تاريخية كبيرة حيث كانت تعتبر البوابة الشرقية لمصر ومهبط العديد من الأنبياء والصحابة والزعماء والقادة التاريخيين.

## التاريخ

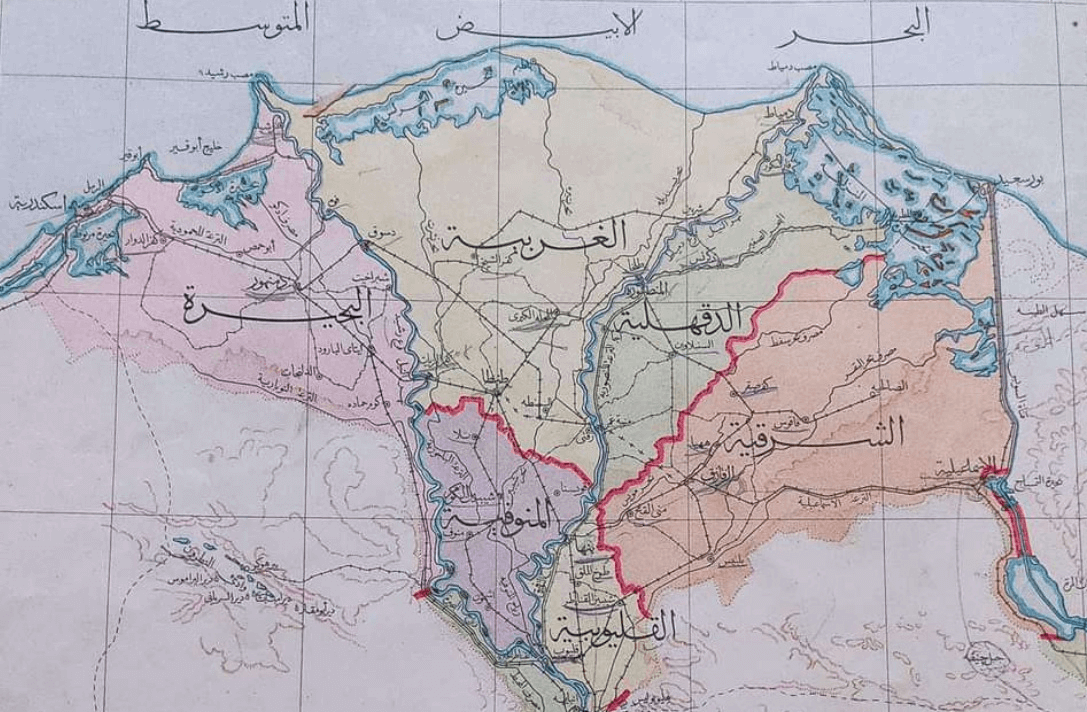
خريطة لوجه بحري سنة 1914 تظهر فيها مديرية الشرقية

كانت محافظة الشرقية قديما هي المقاطعة رقم 12 من مقاطعات الوجه البحري وعاصمتها القديمة (بوباستيس) والتي أصبحت في فترة من التاريخ عاصمة لمصر كلها.
وقد تكون إقليم الشرقية باسمه الحالي في عهد الدولة الفاطمية وكان قبل ذلك مقسما إلى عدة «كور» صغيرة كل كورة قائمة بذاتها ثم تم ضمها معا وسميت بالشرقية لوقوعها في الجهة الشرقية من الوجه البحري وفي عام 1315 أطلق عليها اسم الأعمال الشرقية، وفي سنة 1527 أطلق عليها اسم ولاية الشرقية.
ولما تولى محمد علي حكم مصر سنة 1805 م كان القطر المصري يتكون من 13 ولاية تنقسم إلى 7 ولايات في الوجه البحري، 13 ولاية في الوجه القبلي.
وكانت الشرقية إحدى ولايات الوجه البحري وأقدمها. ويدير الولاية في الوجه البحري موظف اسمه «الكاشف» ولما أمر محمد علي بعمل مسح عام لأطيان القطر المصري عام 1813 م أمر بتقسيم الولايات إلى أخطاط يرأس كل منها موظف باسم حاكم الخط وذلك لتنظيم الأعمال بالقرى وإمكان الإشراف عليها ويشتمل كل خط على عدة نواح وبكل منها شيخ بلدة أو عمدة. في سنة 1816 قسمت ولايات الغربية والبحيرة والدقهلية والشرقية إلى أقسام عين لكل منها ناظر.
عام 1819 أمر محمد علي بإبطال اسم مأمورية وإبدال وظيفتي كاشف وحاكم بمأمور. وقام بتغيير العاصمة من بلبيس إلى الزقازيق.
ويقسم القطر المصري إلى 24 مأمورية منها 14 من الأقاليم البحرية و10 من الأقاليم القبلية، قسمت محافظة الشرقية إلى مأموريتين من إجمالي الـ 14 مأمورية هما:
- نصف أول الشرقية: ويشمل أقسام كفرصقر وأبوكبير و الطويله والصوالح.
- نصف ثاني الشرقية: ويشمل أقسام بلبيس، ههيا، شيبة النكارية، العزيزية.

عام 1829 تم ضم الشرقية تحت لواء مديرية الأقاليم البحرية بعد أن قسم القطر المصري إلى ثلاثة أقاليم هي:
الأقاليم البحرية، الأقاليم الوسطى، الأقاليم الصعيدية.

واستمرت الإقاليم ومأموريتها في تغير وتقلب سواء من جهة موقعها أو حدودها أو تسميتها أو وظائف من يهيمن عليها من حكام. قام محمد علي سنة 1833 :
- إعادة أسماء أقاليم الوجه البحري الجغرافية القديمة التي كان مقسما إليها من قبل.
- تعديل حدود أغلب أقاليم الوجه القبلي والبحري.
- استبدال اسم مأمورية الذي كان يطلق على الأقاليم كله أو أجزاء منه باسم مديرية كذلك استبدال اسم مأمور الذي كان يطلق على رئيس المأمورية باسم مدير، ثم اختيار المدينة أو البلدة التي تصلح قاعدة لكل من المديرية وذلك لإقامة المدير ومن معه من موظفين فيها على أن تكون مختاره في وسط كل المديرية بقدر الإمكان وبذلك سميت الشرقية باسم مديرية وقاعدتها بلبيس ضمن 7 مديريات في الوجه البحري ومثلهم في الوجه القبلي كل مديرية تضم تحت لوائها مجموعة أقسام.

صدر قرار عام 1871 بإطلاق كلمة مركز بدلا من قسم على أقسام مديريات الوجه البحري فيقال مركز أبوحماد بدلا من قسم أبوحماد. وقد استقرت حدود المحافظة مع جيرانها من المحافظات الأخرى في الستينات مع بدء تجربة الحكم المحلي واستبدال المديريات بالمحافظات.

تأخذ محافظة الشرقية موقعا فريدا بين محافظات شرق الدلتا، والشرقية حارسة المدخل الشرقي للجمهورية فهي بحكم موقعها تجابه الصدمة الأولى في كل غزوة وافدة من الشرق ولموقعها الفريد هذا وتوسطها شرق الدلتا فهي نقطة التقاء لأهم طرق المواصلات لمحافظات الإسماعيلية وبورسعيد والقاهرة والغربية والدقهلية والقليوبية.

## عن المحافظة

### شعار المحافظة

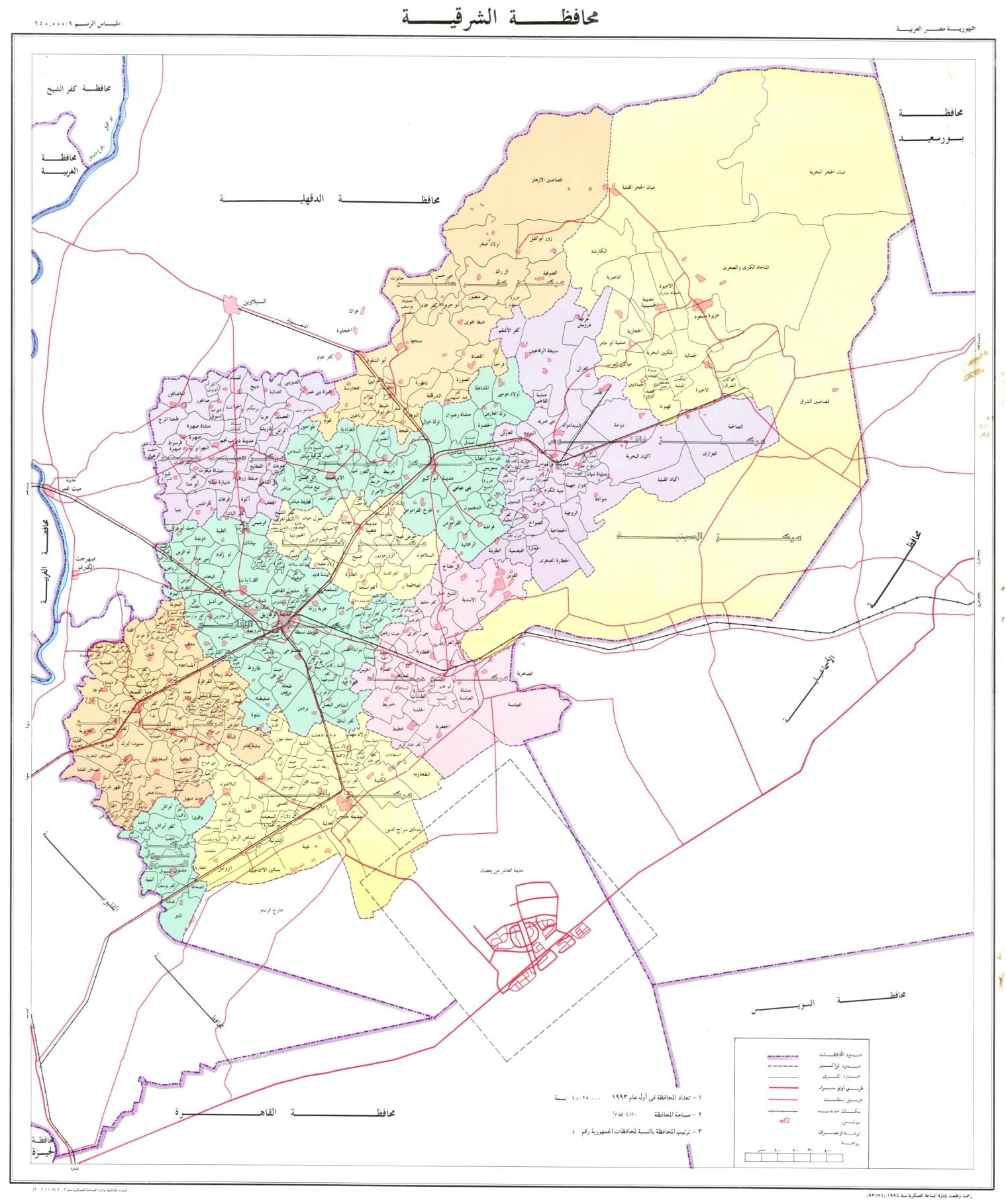
خريطة محافظة الشرقية

إتخذت محافظة الشرقية الحصان الأبيض الجامح الذي يتوسط بساطا أخضرا شعارا لها لامتيازها في تربية الخيول العربية الأصيلة واحتلال الزراعة أكثر المساحات فيها.

### العيد القومي
تحتفل الشرقية بعيدها القومي في التاسع من سبتمبر من كل عام إحياء لذكرى وقفة الزعيم أحمد عرابي ابنها البار من قرية هرية رزنه مركز الزقازيق ضد الخديوي توفيق بميدان عابدين بالقاهرة عارضاً مطالب الجيش عام 1881 م.

## السكان
تعتبر محافظة الشرقية ثالث محافظة في تعداد السكان على مستوى الجمهورية بعد محافظة القاهرة والجيزة بنسبة 7.4 % من سكان مصر حيث يبلغ سكانها التقديري (لعام 2019) 7,4 مليون نسمة وتمثل 25% حضر و 75% ريف.

## التقسيم الإداري
تضم محافظة الشرقية الآتــــي:
13 مركز + 4 مدينة و 2 حي (أول، ثان) الزقازيق و 107 وحدة محلية قروية و 509 قرية و 3890 كفر وعزبة ومدينتين صناعيتين (العاشر من رمضان والصالحية الجديدة
).

## الموقع
يحدها من الشمال محافظتي الدقهلية وبورسعيد وجزء من بحيرة المنزلة يحدها من الغرب محافظة الدقهلية ومن الجنوب محافظة القاهرة والقليوبية والسويس ويحدها من الشرق محافظة الإسماعيلية.

## المعالم الأثرية
تزهو محافظة الشرقية بالثروات الأثرية والإمكانات السياحية المتعددة والتي تنفرد دون غيرها من محافظات الوجه البحري حيث ينتشر من بين ربوعها مائة وعشرين موقع أثرى وأشهرهم منطقتي تل بسطة – وصان الحجر.
يوجد بمركز الحسينية (الشرقية) المدينة الأثرية صان الحجر التي تبعد 75 كم2 عن مدينة الزقازيق و 130كم  عن مدينة القاهرة. ويطلق عليها (تانيس) وهو الاسم اليوناني أما الاسم الفرعوني (جعنت) وكانت عاصمة مصر السياسية خلال حكم الأسرتين 21 و 23 وقد كانت مدينة كبرى خلال فترات التاريخ حتى نهاية العصر الروماني وتقدم آثار تانيس ملحمة لتاريخ الدلتا بصفة عامة وهي غنية بالآثار الفرعونية وأيضا آثار من العصر اليوناني والروماني خاصة لأنها كانت الطريق الرئيسي لغزو بلاد الحيثيين في آسيا الصغرى والدفاع عن مصر في حالة الغزو الخارجي وتعتبر تانيس أقصر الوجه البحري بما بها من معابد ملكية ومسلات وآبار وقصور.
المعـــابــد: تزخر المنطقـة بالعديد من المعـابـد الحجريـة الضخمـة يتزعمـها المعبـد الكبير للإلـه آمـون بتماثيله ومسـلاته وآباره.
الإله آمـــــون: وهو من أكبر المعابد بالوجه البحري وما زالت أحجاره من لوحات وتماثيل مختلفة الأحجام والأشكال موجودة ويشمل المعبد بوابة جيرانيتية ضخمة يتقدمها تماثيل ضخمة لرمسيس الثاني بصحبة زوجته المحبوبة مرين آمون وزوجته الحيثية كذلك هناك تمثال على شكل أبو الهول، ويوجد بالمعبد البحيرة المقدسة والتي تلي في أهميتها بحيرة الكرنك بالأقصر وهناك أسوار لبنية ضخمة والتي ترجع تاريخها لسنة 1070 ق.م تقريبا.
ويوجد متحف تل بسطة بمدينة الزقازيق: كانـت تل بسطه «بوبسطه» مركزاً دينياً هاماً وإحدى عواصم مصر القديمة. ونظراً لموقعها على مدخل مصر الشرقي فقد واجهت أفواج القادمين من الشرق عبر سيناء، وعاصرت العديد من الفاتحين والغزاة.
وقد شرفت بأنهــا كانت معبراً ومقراً مؤقتاً للسيدة مريم العذراء ووليدها المسيح «عليهما السلام» عند قدومهما إلى مصر.
مدينة بوباستيس: توجد خارج مدينة الزقازيق أطلال مدينة «بوباستيس» وهي واحدة من أكبر المدن القديمة في مصر، والمعبودة العظيمة لتلك المدينة القديمة «بوباستيس» كانت القطة الرشيقة الإلهة باستيت إلهة الحب والخصوبة.
· ويقال أن المهرجانات التي أقيمت على شرفها قد جذبت أكثر من 700,000 من المحتفلين في العصور القديمة، كانوا يفدون إلى بوباستيس ويغنون ويرقصون ويحتفلون بهذه الإلهة، ويستهلكون كميات كبيرة من النبيذ ويقدمون قرابين للإلهة، وقد صارت بوباستيس عاصمة للبلاد حوالي عام 945 ق.م في عهد الملك شيشنق الأول مؤسس الأسرة الـثانية والعشرون، ثم خُربت المدينة بعد ذلك على يد الفرس حوالي عام 350 ق.م.
· وكان معبد الآلهة باستيت هو جوهرة بوباستيس المعمارية، وكان يقع بين قناتين تحيط به الأشجار وتطوقه المدينة التي كانت مبنية على مستوى أعلى من مستوى المعبد، مما كان يسمح برؤية المعبد بوضوح منها لأنه يقع أسفلها على مستوى أقل ارتفاعاً.
· بدأ تشييد المعبد في عهد الملك خوفو والملك خفرع من الأسرة الرابعة ثم قام الملوك الفراعنة من بعدهما من الأسر الـسابعة عشر والـثامنة عشر والـتاسعة عشر والـثانية والعشرون بوضع لمساتهم وإضافاتهم على المعبد على مدى حوالي 1700 سنة.
· وقد كتب المؤرخ هيرودوت أنه وبالرغم من وجود معابد أخرى أكبر وأعظم شأناً وأعلى تكلفة، فإنه لا يوجد واحد من هذه المعابد يسر الناظر برؤياه أكثر من معبد باستيت في مدينة بوباستيس.
· أما أكثر المواقع التي تستحق الزيارة في بوباستيس اليوم فهو مقبرة أو جبانة القطط، حيث تم العثور على العديد من التماثيل البرونزية لقطط وذلك في سلسلة من القاعات اُكتشفت تحت الأرض.
- منطقة صان الحجر
- تل بسطة
- بلبيس
- صفط الحنا
- قنتير
- تل الضبعة
- تل فرعون
- الصورة
- أبو عمران
- متحف الزعيم أحمد عرابي بقرية هرية رزنة

## أهم المدن والقرى بالمحافظة
يوجد بها مدن ذات أهمية تاريخية وأهمية اقتصادية:
- الزقازيق - عاصمة المحافظة.
- مدينة الحسينية (الشرقية).
- مدينة فاقوس.
- مدينة بلبيس
- مدينة منيا القمح
- مدينة أبو حماد.
- مدينة اولاد صقر.
- مدينة العاشر من رمضان.
- مدينة الصالحية الجديدة.
- مدينة الصالحية القديمة
- مدينة كفر صقر.
- مدينة أبو كبير.
- مدينة القنايات.
- مدينة مشتول السوق
- مدينة ديرب نجم.
- مدينة الإبراهيمية
- مدينة ههيا
- مدينة القرين.
- مدينة صان الحجر

## الاقتصاد

### الصناعة
تحتوي الشرقية على مدينة العاشر من رمضان وهي مدينة صناعية تحوي عدد من المصانع.

وبها مركز ومدينة أبوكبير وتعد الآن من أكبر وأضخم المناطق الصناعية حيث اشتهرت بصناعات الخشب والآن ذاع صيتها في مجال صناعة الملابس الجاهزة والتي انتشرت فيها في الآونة الأخيرة وتضم العديد من مصانع الملابس الجاهزة ومشاغل التطريز بالإضافة إلى كونها بلد تجارية كبيرة.
كما يوجد بها مدينة الصالحية الجديدة حيث منطقة الصالحية الصناعية والتي يوجد بها العديد من الشركات والمزارع الضخمة

### السياحة الثقافية
ينتشر في أرجاء محافظة الشرقية ما يقارب المائة موقع أثري طبقاً للدراسات التي أعدها مركز المعلومات الجغرافية للآثار بالاشتراك مع المركز القومي لتوثيق الآثار ومن أشهر هذه المواقع منطقتي آثار تل بسطة وصان الحجر.
فكانت تل بسطة - والتي تقع إلى الشمال الشرقي من مدينة الزقازيق، - عاصمة لمصر كلها خاصة خلال الأسرة 22ـ23 (931ـ711 ق.م)، وكان يصل لمنطقة تل بسطه الحالية فرعين من النيل القديم هما الفرع البيلوزي والتانيسي، وكان اسمها القديم برباستت (بيت باستت) و«بوباستت» في اليونانية، وكانوا يتخذون من «باستت» (القطه) آلهه محلية، إذ عثر على أحجار من الجرانيت في منطقة معبد الآلهة «باستت» تحمل أسماء ملوك مصر «خوفو» و«خفرع» و «بيبي»، كما عثر على بقايا معبد للملك «بيبي الأول» وأخر للمك «تيتي» والعديد من المقابر التي كان أصحابها يحمله من ألقاب رفيعة تدل على أنهم كانوا من كبار الموظفين.

كما لعبت صان الحجر (تانيس) وتقع شرق مدينة الحسينية (الشرقية) الآن الموقع الأثري الأكثر أهمية في شمال شرق الدلتا، وكانت عاصمة الإقليم التاسع عشر من أقاليم مصر السفلى في العصر المتأخر (747-332 ق.م)، وتشهد آثارها الضخمة على ازدهارها وأهميتها حيث قام الملك رمسيس الثاني بنقل ما استطاع من أحجار وتماثيل إليها ليتخذ منها عاصمةً له.

وكانت قنتير - التابعة الآن لمركز فاقوس - مقراً لحكام الأسر 19، 20 وعُثر بها على آثارٍ من عصر سيتي ورمسيس الثاني ويرجّح أنها كانت عاصمة أكبر إمبراطورية في الشرق القديم بعد أن انطلق منها الرعامسة وطردوا الهكسوس وطاردوهم حتى آسيا.

### السياحة الدينية
لقد كانت الشرقية مضيفة الأنبياء حيث عاش في ربوعها نبي الله يوسف الذي استوطن أرض جوش (وادي طميلات).
ونبي الله موسى الذي وُلد بها وألقت أمه بتابوته في اليم وهو الفرع التانيسي للنيل والذي يُرجّح أنه ترعة السماعنة والتقطه فرعون مصر عند صان الحجر وتربّى بمصر إلى أن أتاه الله بالرسالة وخرج إلى أرض مَدين من قنتير حتى مدينة سقط - والتي تُعرف الآن باسم الصالحية القديمة - ومنها إلى شبه جزيرة سيناء.

وها هي السيدة العذراء مريم تهرب بوليدها نبي الله عيسى من بطش الإمبراطور الروماني هيرودس متجهةً إلى مصر متخذةً من وادي طميلات طريقاً، مروراً بتل بسطه مسار العائلة المقدسة.

كما كانت الشرقية أول من استقبل نور الإسلام في مصر فقد كانت الشرقية المعبر الذي سلكه جنود الإسلام بقيادة عمرو بن العاص عند فتح مصر، وفي مدينة بلبيس بُني أول مسجد في مصر والقارة الإفريقية وهو مسجد سادات قريش، وهو أسبق من حيث التاريخ من مسجد عمرو بن العاص بالفسطاط، ويذكر التاريخ أن جيش عمرو بن العاص قدم من العريش بعد الإستيلاء عليها إلى القنطرة ثم إلى القصاصين حتى وصل بلبيس حيث تقابل مع جيش الرومان وهزم الرومان شر هزيمة في معارك كبيرة واشترك في هذه المعركة 120 صحابيا وسمي المسجد (السادات) تخليداً لذكرى سادات جيش المسلمين الذين شهدوا فتح مصر،

كما شرفت الشرقية بمرور آل البيت، ومنهم السيدة زينب رضى الله عنها ابنة الإمام علي بن أبي طالب وحفيدة سيد الخلق، وبرفقتها السيدة فاطمة والسيدة سكينة إبنتا أخيها الإمام الحسين رضى الله عنهم أجمعين، عندما غادروا المدينة المنورة إلى مصر بعد أحداث معركة كربلاء حيث أقامتا في بلدة العباسة إحدى قرى محافظة الشرقية ثم اتجهن إلى الفسطاط.

### الرياضية

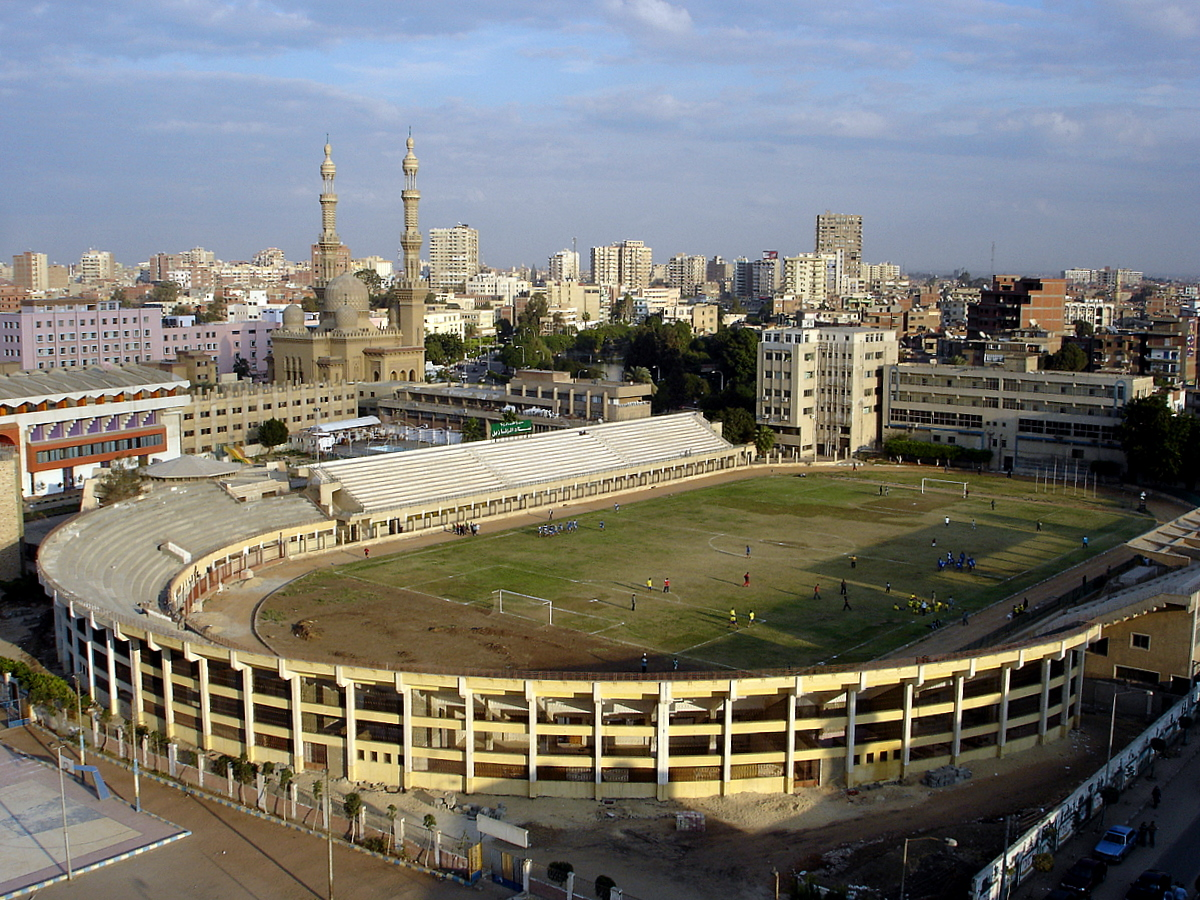
ستاد الزقازيق وخلفه منظر عام للمدينة

تشتهر الشرقية بمناطق تربية الخيول العربية الأصيلة والتي صارت رمزاً لعلم المحافظة وأهم هذه المناطق طحا المرج وجزيرة سعود وبني جري وأنشاص، وتُنتج جميعها أكثر من 80% من خيول جمهورية مصر العربية، ويُقام لها مهرجان عالمي في شهر سبتمبر من كل عام يُشارك فيه دول العالم المهتمة بالخيول العربية الأصيلة وعلى رأسها المنظمة العالمية للحصان العربي (الواهو).
وتشتهر الشرقية أيضاً بمناطق تربية الصقور وكلاب الصيد في أنشاص الرمل مركز بلبيس والصوة مركز أبو حماد.

كما تشتهر المحافظة بمناطق صيد البط المهاجر في بركة العباسة وبركة أكياد مركز فاقوس وهي من أكبر البرك الصناعية في العالم وبركة النصر مركز الحسينية حيث يتم صيد أنواع البط الشرشيري الصيفي والشتوي والغر والظي والبلبول والخضارى.

أما عن رياضة الهوكي فيحتل فريق هوكي الشرقية مكان الصدارة في عدد البطولات التي حققها على مستوى القارة الأفريقية وصلت إلى واحد وعشرون بطولة أفريقية من 24 بطولة أفريقية وسجلت في موسوعة جينيس للأرقام القياسية، وهو الإنجاز الرياضي القياسي الذي تسجله الموسوعات الرياضية العالمية، والشرقية من أكثر محافظات مصر اشتهارا بالرياضة عموما.
كذلك ممثل الشرقية في الدوري الممتاز سابقاً نادي الشرقية.
| المراكز والمدن                      | عدد السكان 2017 | المساحة كم2                |
| ----------------------------------- | --------------- | -------------------------- |
| مركز أبو كبير ومدينة أبو كبير       | 445,193         | 190                        |
| مركز أبو حماد ومدينة أبو حماد       | 341,895         | 415.26                     |
| مركزالإبراهيمية ومدينة الإبراهيمية  | 182,470         | 85.41                      |
| مركز أولاد صقر ومدينة أولاد صقر     | 226,182         | 257.73                     |
| مركز بلبيس ومدينة بلبيس             | 814,922         | 742.53                     |
| مركز الحسينية ومدينة الحسينية       | 372,484         | 1558.67                    |
| مركز ديرب نجم ومدينة ديرب نجم       | 491,287         | 217.74                     |
| مركز الزقازيق ومدينة الزقازيق ٭     | 1,256,356       | 343.69                     |
| مدينة الصالحية الجديدة              | 52,509          | جزء من مساحة مركز الحسينية |
| مدينة صان الحجر                     | 157,863         | جزء من مساحة مركز الحسينية |
| مركز فاقوس ومدينة فاقوس             | 716,862         | 432.85                     |
| مركز كفر صقر ومدينة كفر صقر         | 278,605         | 176.82                     |
| مركز مشتول السوق ومدينة مشتول السوق | 218,861         | 87.54                      |
| مركز منيا القمح ومدينة منيا القمح   | 769,333         | 285.38                     |
| مركز ههيا ومدينة ههيا               | 298,460         | 117.38                     |
| مدينة العاشر من رمضان               | 217,884         | جزء من مساحة مركز بلبيس    |
| مدينة القنايات                      | 62,567          | جزء من مساحة مركز الزقازيق |
| مدينة القرين                        | 83,760          | جزء من مساحة مركز فاقوس    |
| مدينة منشأة أبو عمر                 | 86,332          | جزء من مساحة مركز الحسينية |
| الاجمالي                            | 7,163,824 نسمة  | 4911 كم2                   |

## أعلام الشرقية
- إبراهيم دسوقي أباظة. سياسي ووزير سابق.
- أحمد عرابي. ناظر الجهادية الأسبق وقائد الثورة العرابية.
- محمد مرسي العياط. رئيس جمهورية مصر العربية الأسبق (2012 - 2013).
- محمد طلعت حرب. مؤسس الاقتصاد المصري الحديث.
- سيد مرعي نصر. أول وزير للإصلاح الزراعي 1957، ورئيس هيئة مستشاري رئيس الجمهورية، ورئيس مجلس الشعب المصري سابقاً.
- الفريق أحمد شفيق. رئيس وزراء مصر الأسبق.
- عبد العزيز حجازي. رئيس الوزراء الأسبق.
- الفريق أول محمد صادق. وزير الحربية ونائب رئيس مجلس الوزراء، ووزير الإنتاج الحربي الأسبق.
- حسن الألفي. وزير الداخلية الأسبق.
- مراد غالب. وزير الخارجية الأسبق.
- زكريا عزمي. رئيس ديوان رئيس الجمهورية الأسبق.
- محمد الغمراوي. وزير الإنتاج الحربي الأسبق.
- محمد ماهر أباظة. وزير الكهرباء والطاقة الأسبق.
- عبد العزيز عبد الله سالم. وزير الزراعة الأسبق.
- أمين أباظة. وزير الزراعة الأسبق.
- مصطفي السعيد. وزير الاقتصاد الأسبق.
- أسامة الباز. مستشار رئيس الجمهورية الأسبق.
- محمد عبد العاطي. صائد الدبابات الإسرائيلية في حرب أكتوبر 1973.
- وجيه أباظة، محافظ الشرقية، وكان عضواً نشطاً في حركة الضباط الأحرار التي أطاحت بالملكية المصرية وأجبرت الملك فاروق على التنازل عن العرش في عام 1952.
- الشيخ عبد الله الشرقاوي. شيخ الأزهر الشريف الأسبق.
- الشيخ عبد الحليم محمود. شيخ الأزهر الشريف الأسبق.
- أحمد عمر هاشم. رئيس جامعة الأزهر الأسبق.
- الشيخ عطية صقر. من علماء الأزهر الشريف.
- مصطفى مشهور. مرشد جماعة الإخوان المسلمون الأسبق.
- الشيخ ماهر عقل. من علماء الأزهر الشريف.
- علي نجم. محافظ البنك المركزي الأسبق.
- أحمد فؤاد أباظة. عميد النواب وعضو المجلس.
- فكري أباظة. نقيب الصحفيين وعضو مجلس النواب الأسبق.
- مشهور أحمد مشهور. رئيس هيئة قناة السويس الأسبق.
- أحمد قدري. رئيس هيئة الآثار المصرية الأسبق.
- محمود أباظة. رئيس حزب الوفد الجديد الأسبق.
- مجدي يعقوب. جراح القلب.
- فاروق الباز. عالم الجيولوجيا.
- مصطفى السيد. عالم فيزياء.
- حسين علي محمد. أديب و ناقد.
- عبد الله النديم. شاعر وأديب.
- هاشم الرفاعي. شاعر.
- صلاح عبد الصبور. شاعر.
- مرسي جميل عزيز. شاعر.
- أحمد فؤاد نجم. شاعر.
- خالد محمد سليم. شاعر.
- مرسي جميل عزيز. شاعر.
- محمد صلاح الدين عبد الصبور. شاعر.
- عزيز أباظة. شاعر.
- يوسف إدريس. كاتب.
- ألفريد فرج. كاتب.
- ثروت أباظة. كاتب.
- شادية. مغنية. ممثلة.
- محمد عبد الوهاب. مغني.
- عبد الحليم حافظ. مغني.
- حمادة هلال. مغني.
- رشدي أباظة. ممثل.
- شكري سرحان. ممثل.
- محسن سرحان. ممثل.
- حمدي غيث. ممثل.
- عبد الله غيث. ممثل.
- الشيخ عبد الظاهر أبو السمح
- أحمد زكي. ممثل.
- محمد نجم. ممثل.
- دلال عبد العزيز. ممثلة.
- أحمد علي سالم. ممثل.
- عمرو واكد. ممثل.
- سميحة أيوب.ممثلة.
- مدحت شلبي. إعلامي.
- أحمد بلال. لاعب كرة قدم منتخب مصر.
- عماد متعب. لاعب كرة قدم منتخب مصر.
- أيمن عبد العزيز. لاعب كرة قدم منتخب مصر.
- أسامة حسني. لاعب كرة قدم منتخب مصر.
- محمد عبدالمنعم. لاعب كرة قدم منتخب مصر.
- أكرم توفيق. لاعب كرة قدم منتخب مصر.
- محمود حمدي الونش. لاعب كرة قدم منتخب مصر.
- أحمد منسي. ضابط صاعقة
- علي مصيلحي وزير التموين والتجارة الداخلية.
- هشام سلام: عالم ومكتشف، أستاذ مساعد في قسم الجيولوجيا بجامعة المنصورة، ومؤسس مركز جامعة المنصورة للحفريات الفقارية ومكتشف منصوراسوروس.

## معرض صور

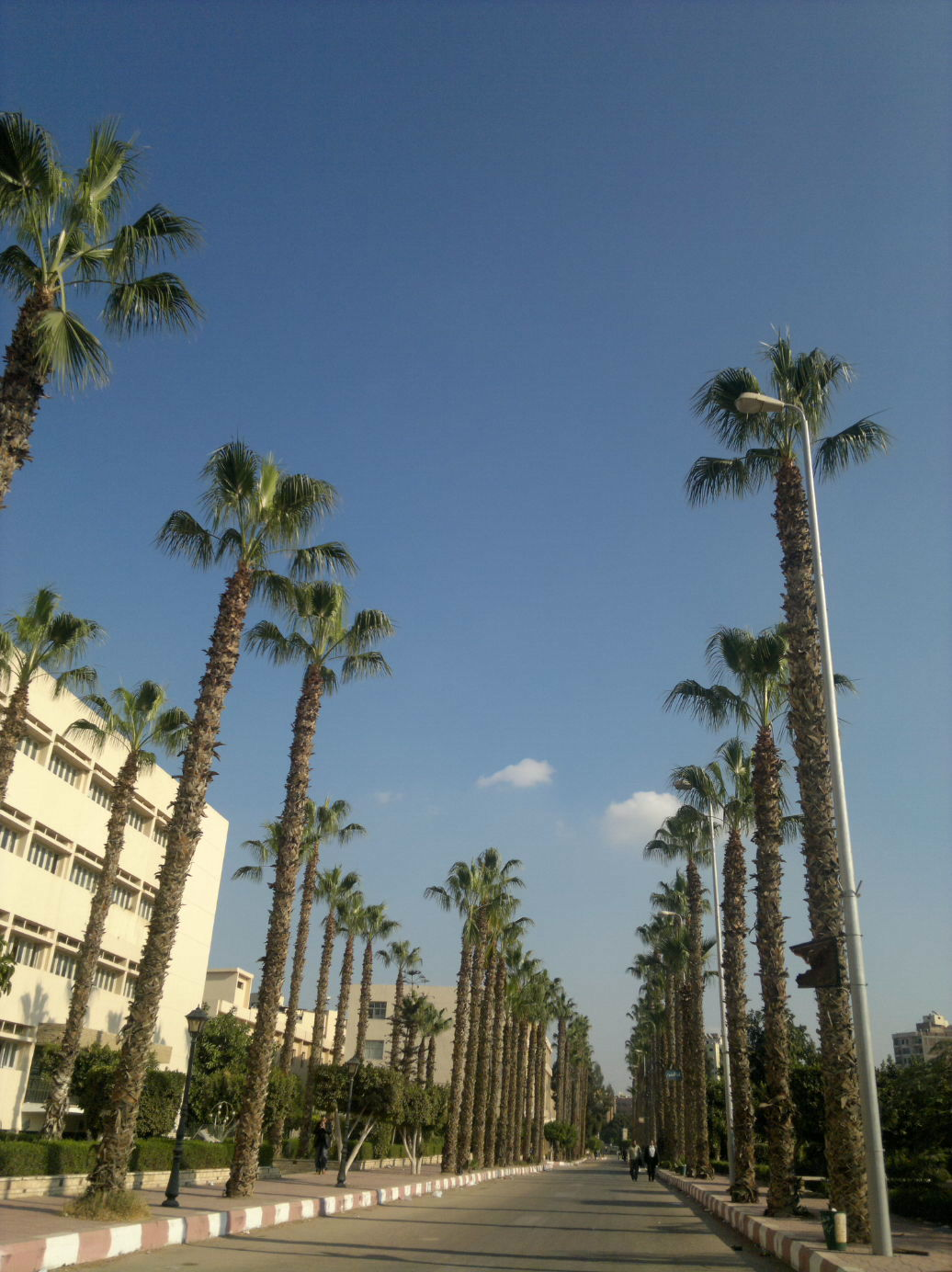
طريق النخيل داخل جامعة الزقازيق
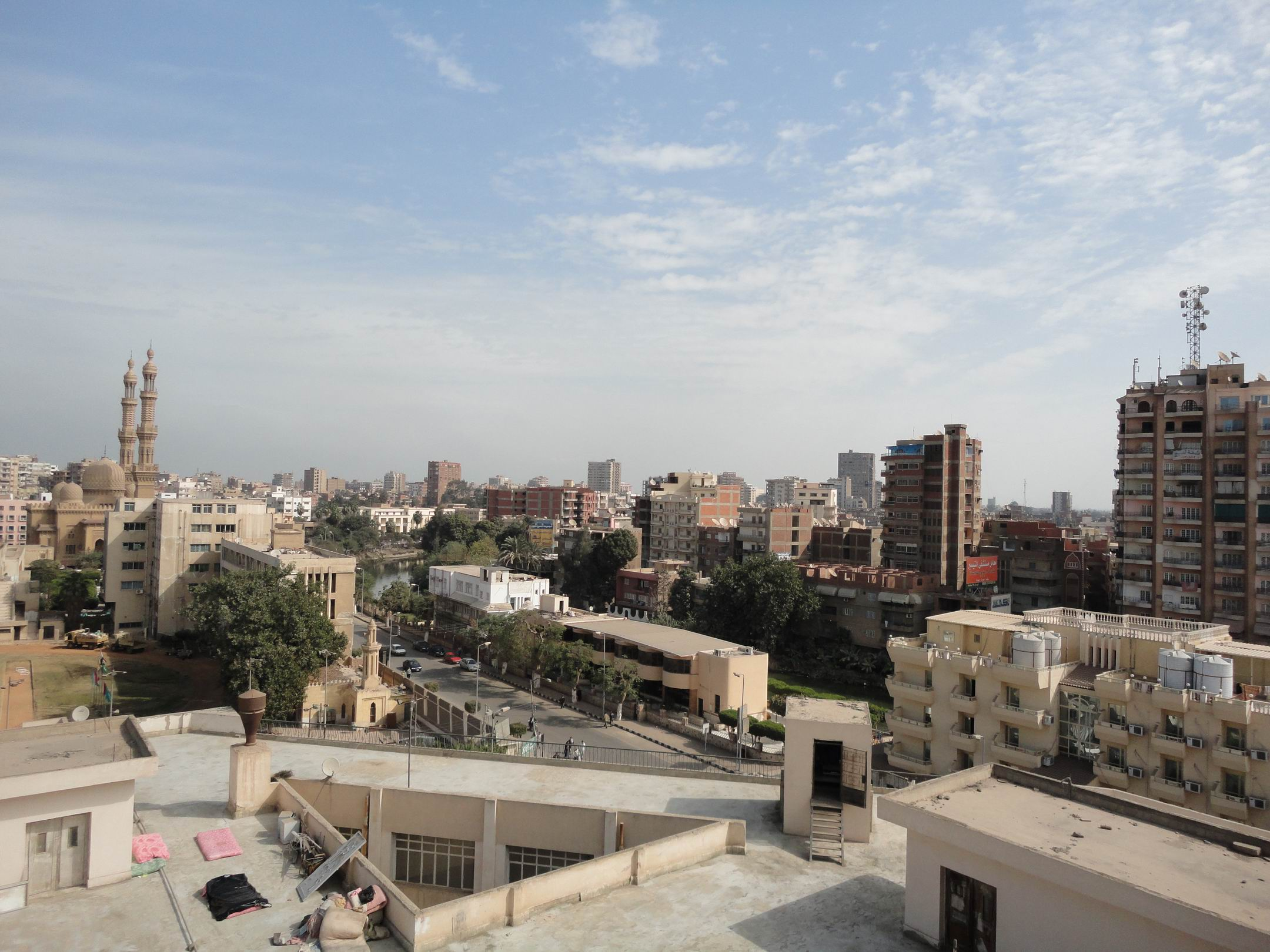
محافظة الشرقية - الزقازيق - صورة من أعلى مستشفي جامعة الزقازيق
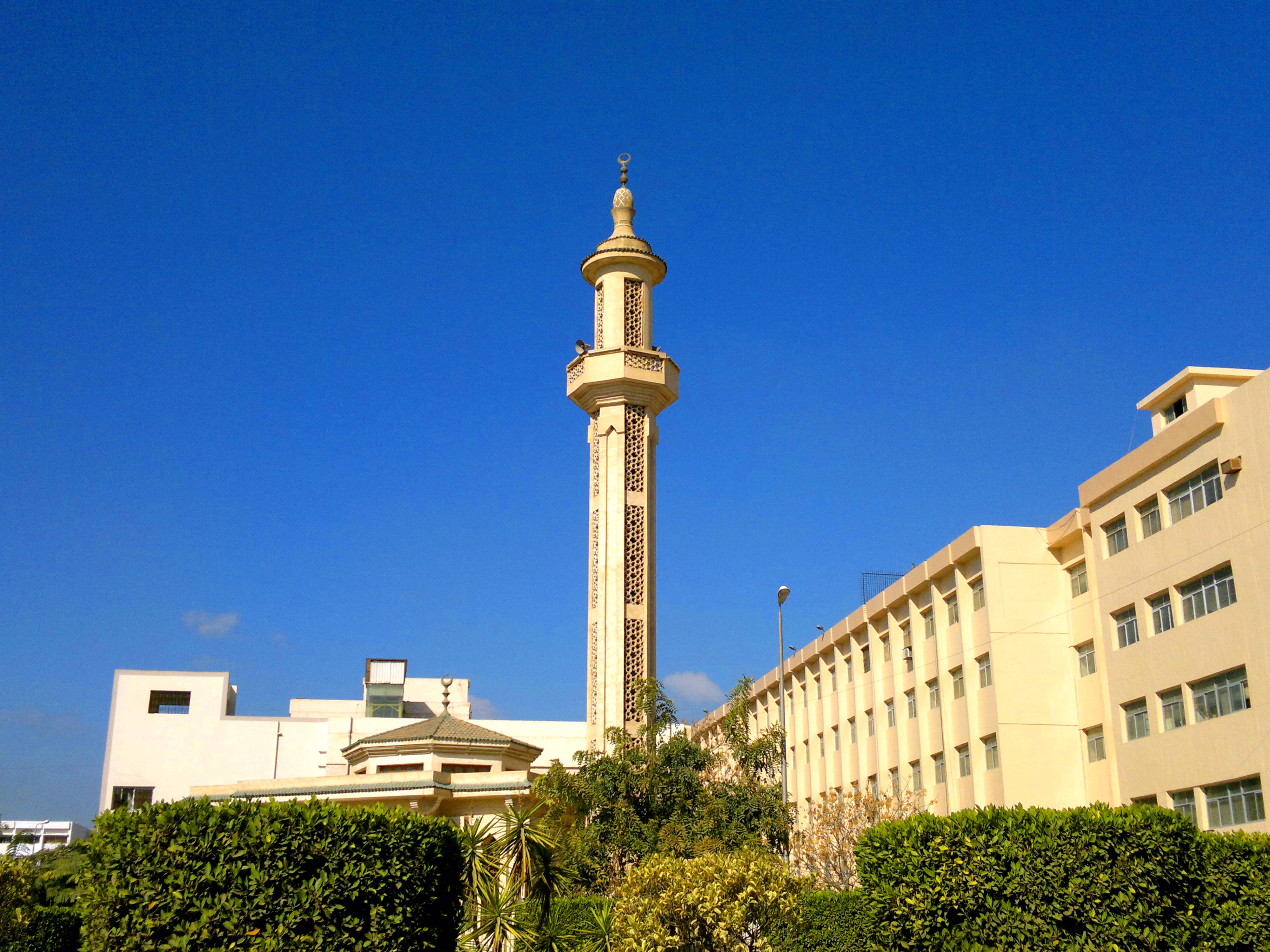
مسجد جامعة الزقازيق
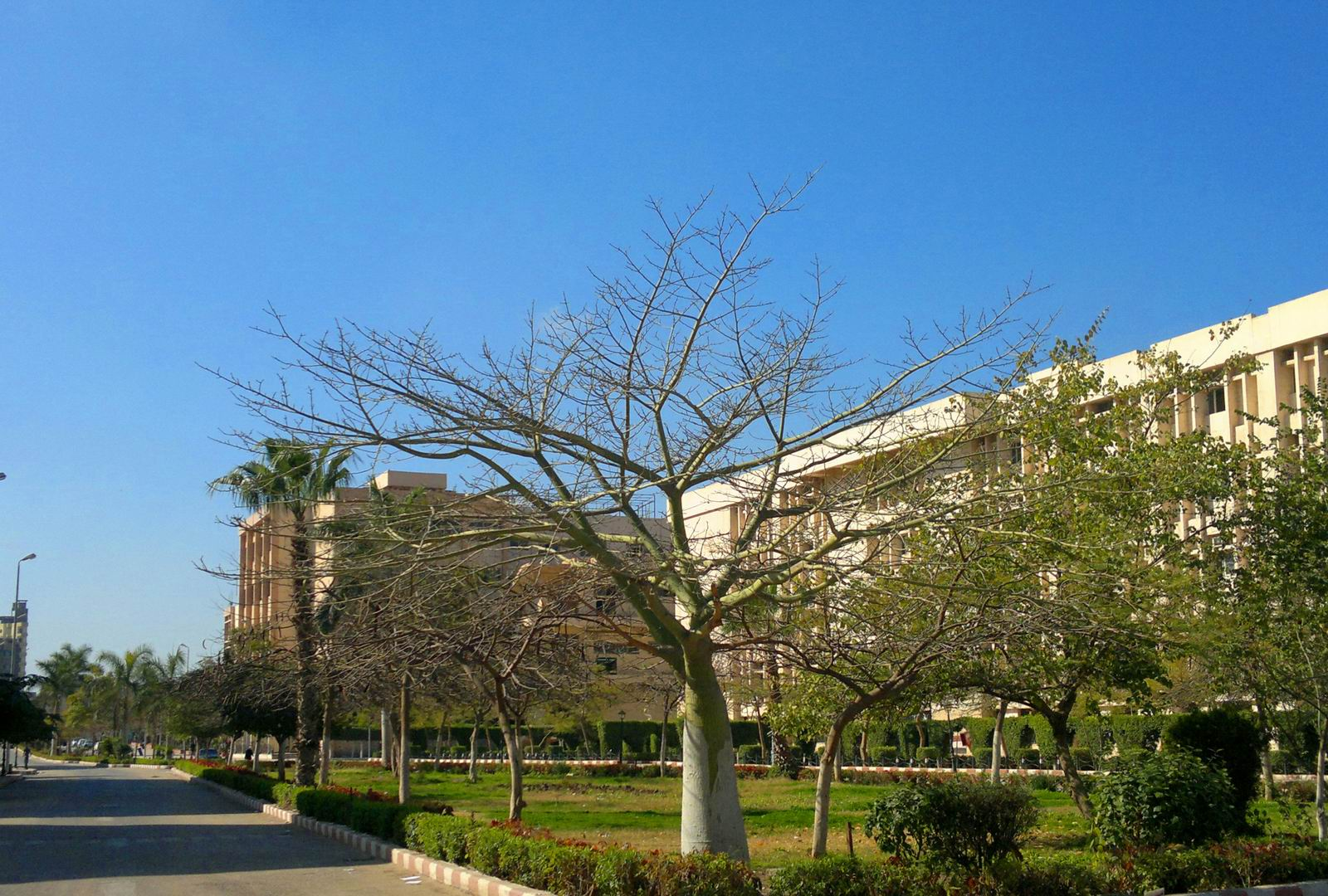
داخل جامعة الزقازيق
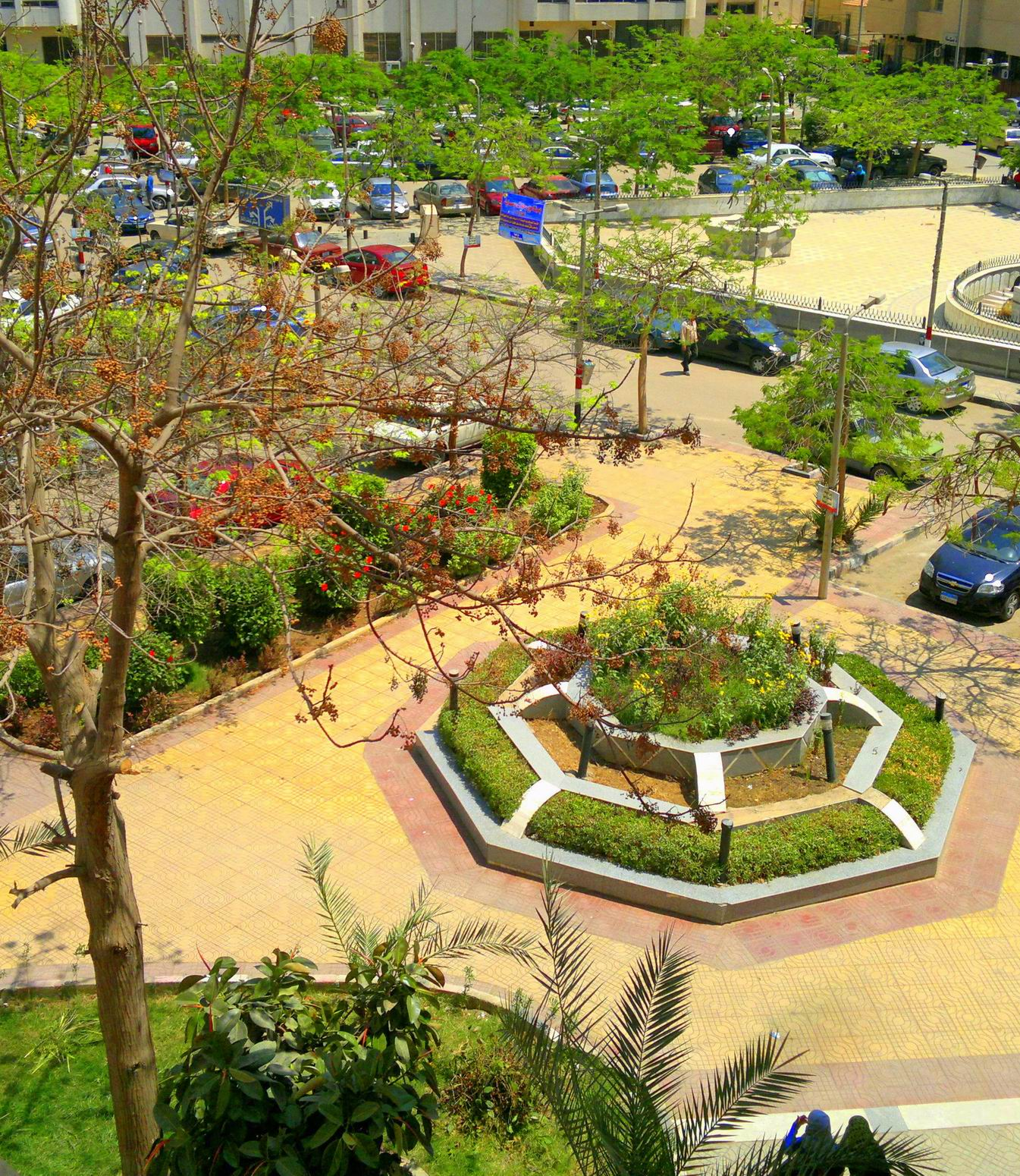
كلية الطب البشرى
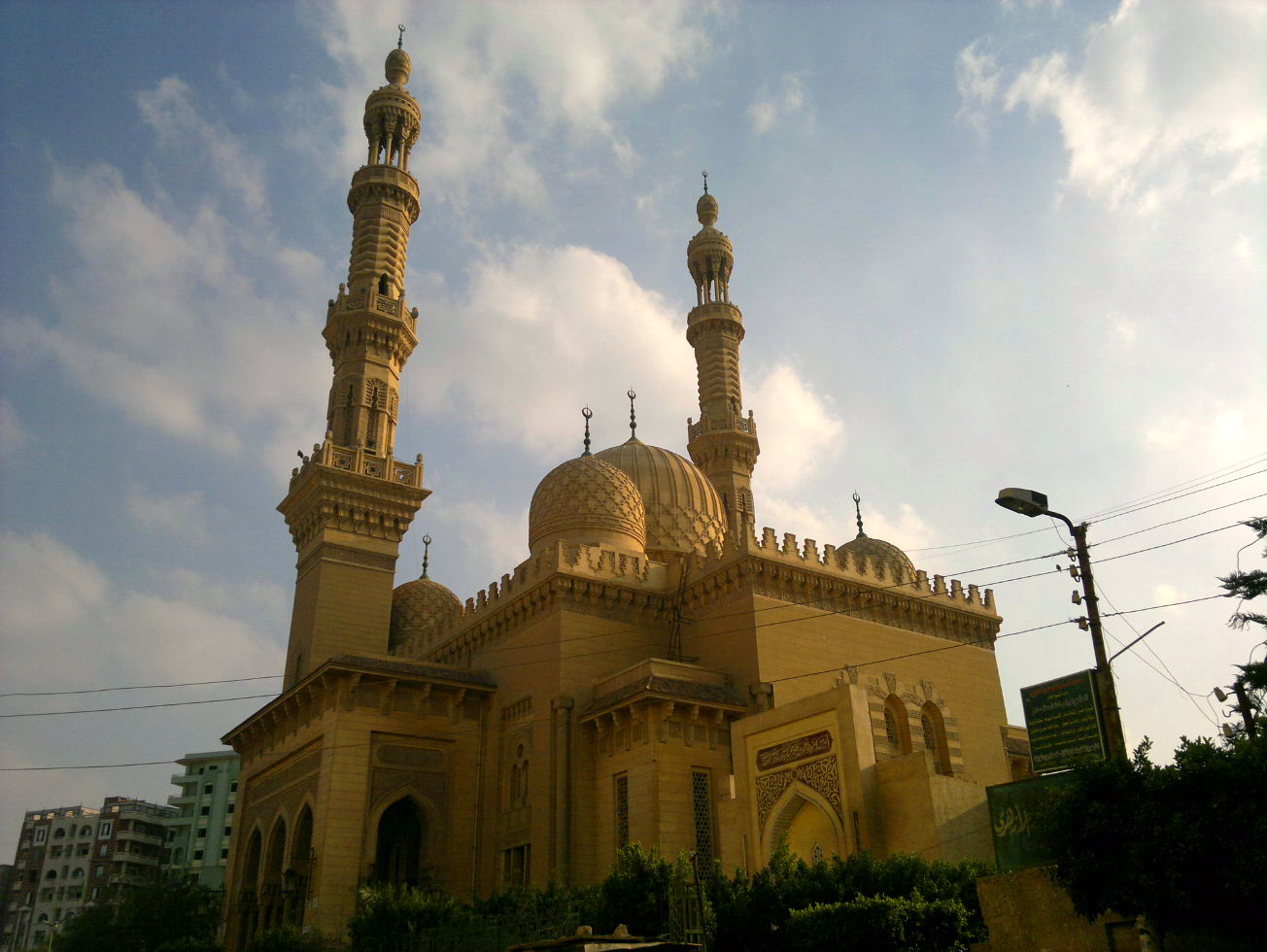
مسجد الفتح من الخلف
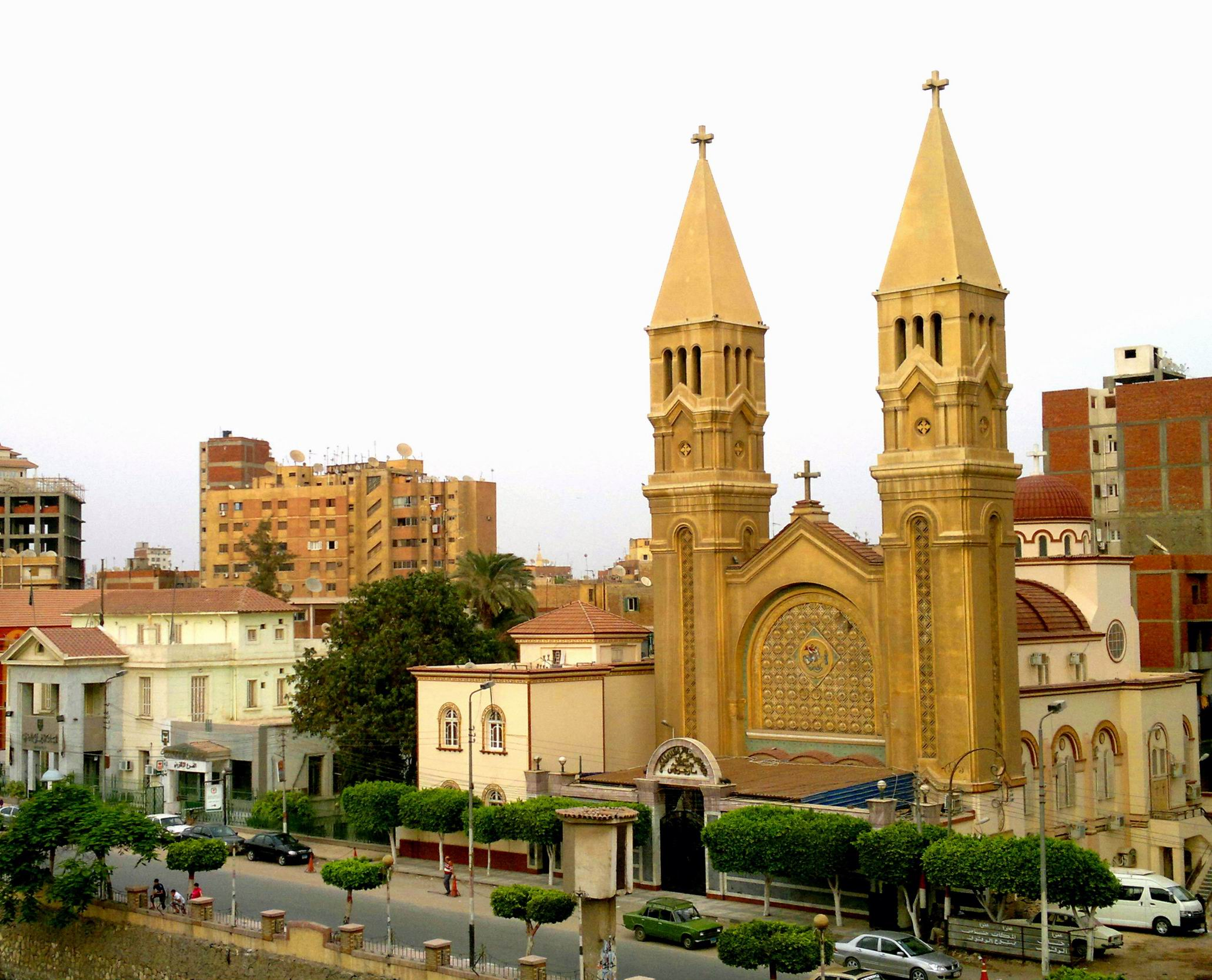
كنيسة مار جرجس
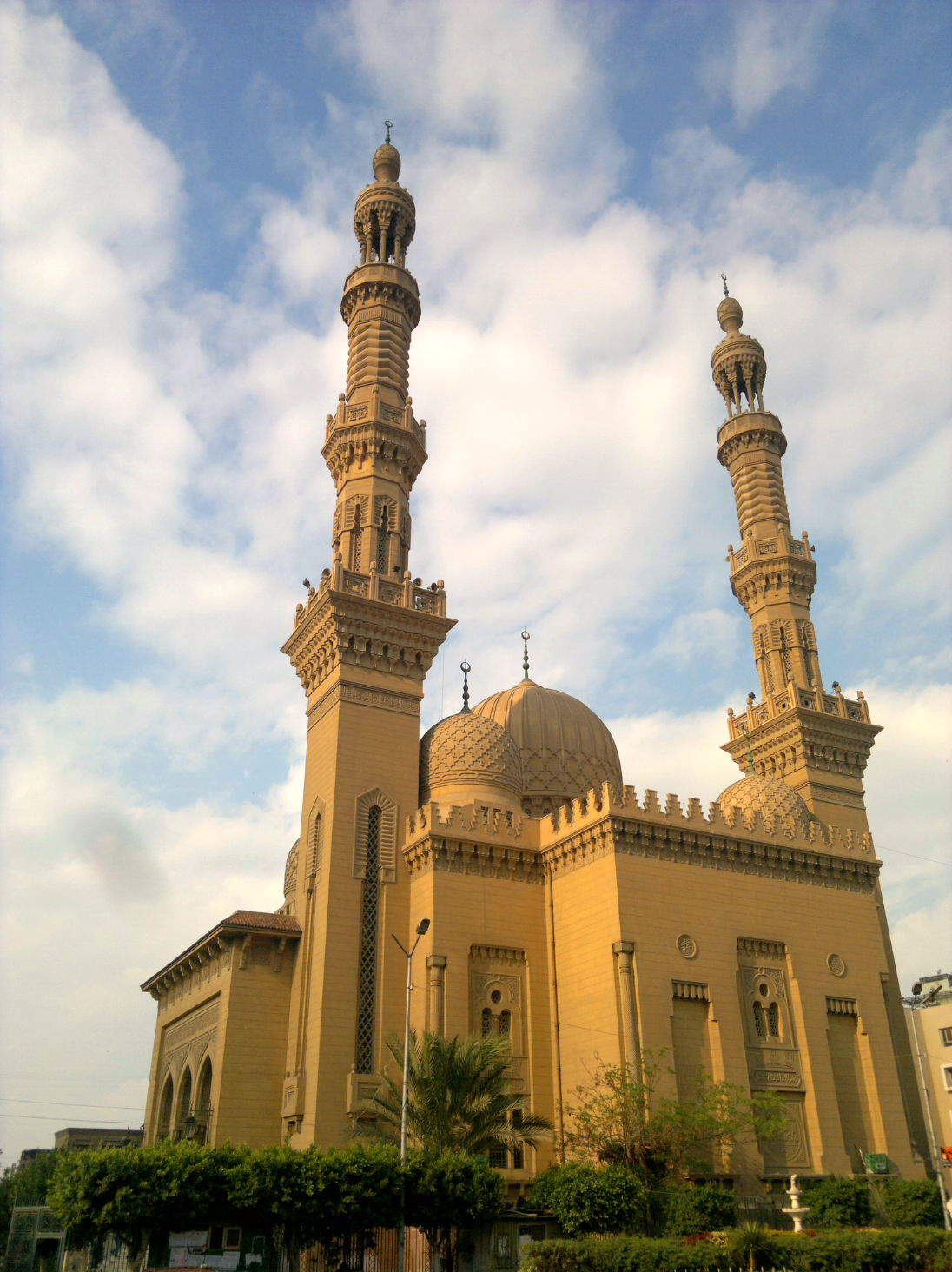
واجهة مسجد الفتح أكبر مساجد الشرقية
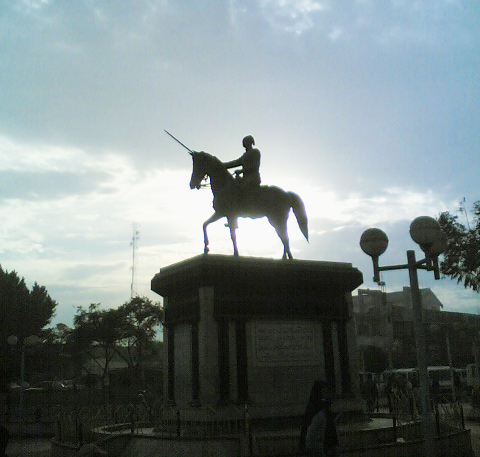
تمثال البطل أحمد عرابى قائد الثورة العرابية (أمام محطة القطارات) بالزقازيق
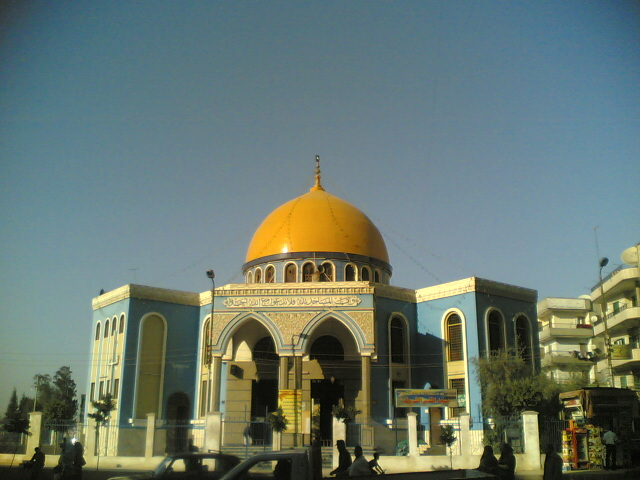
مسجد القدس عند أول طريق المنصورة
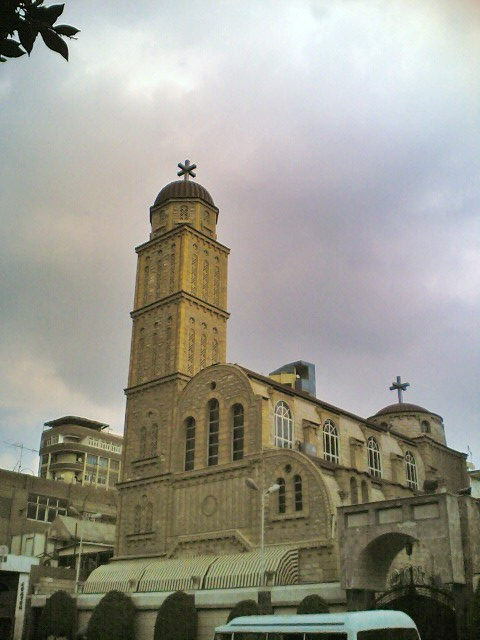
كنيسة مار بولس بالصاغة
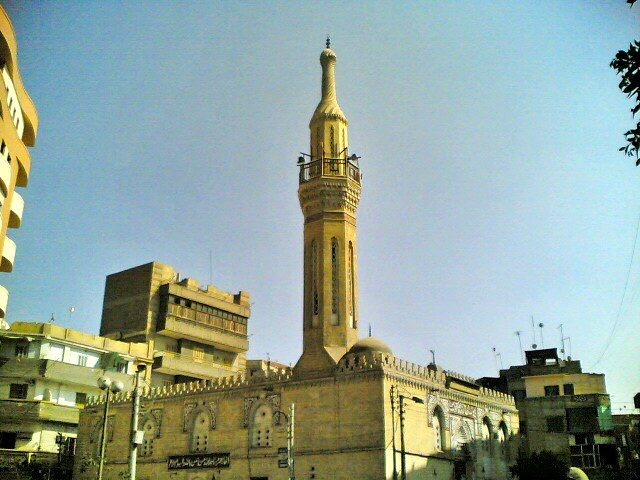
مسجد العيداروس بالمنتزة بجوار شارع الحدادين
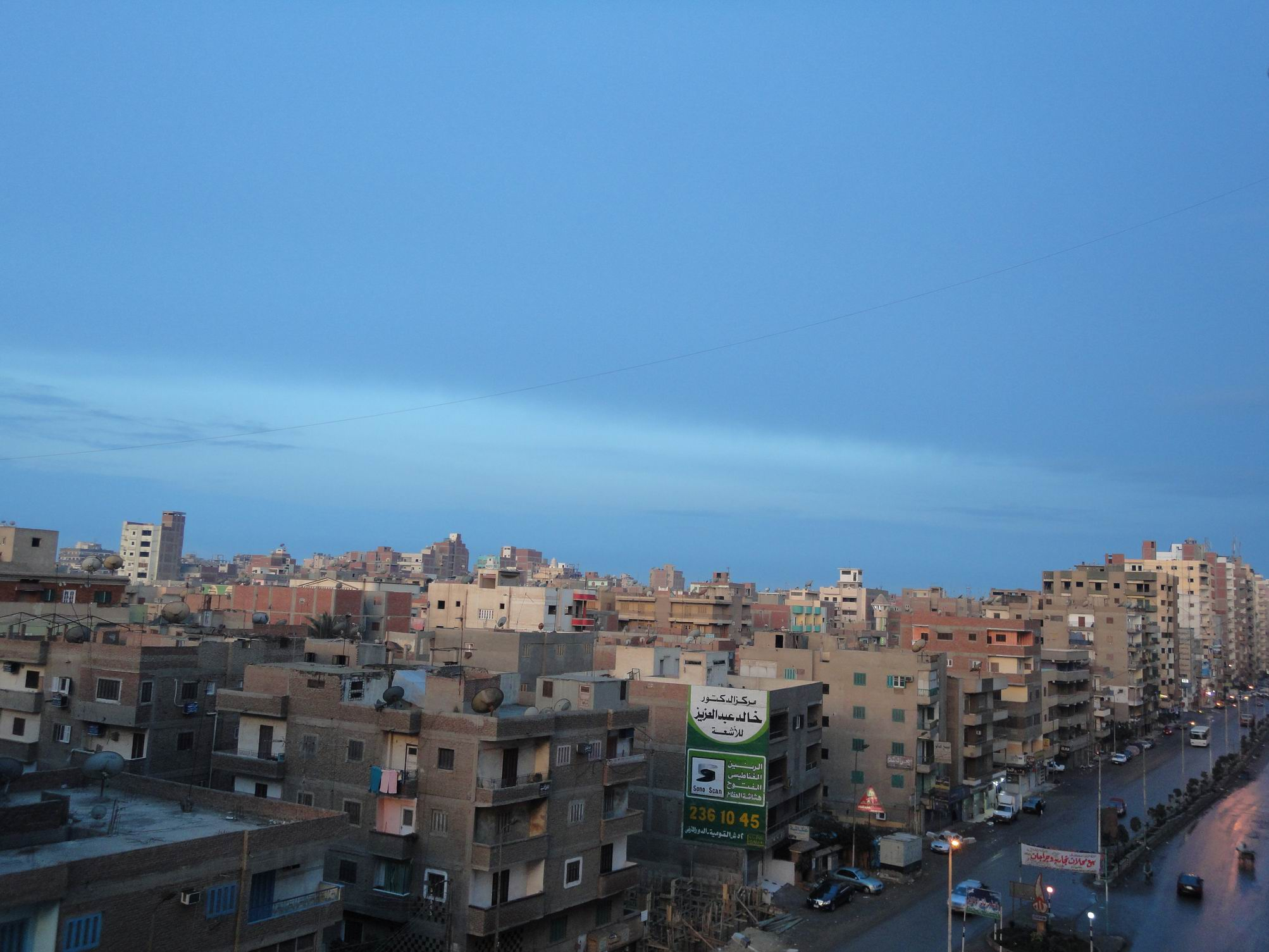
شارع ترعة القنايات أول طريق المنصورة
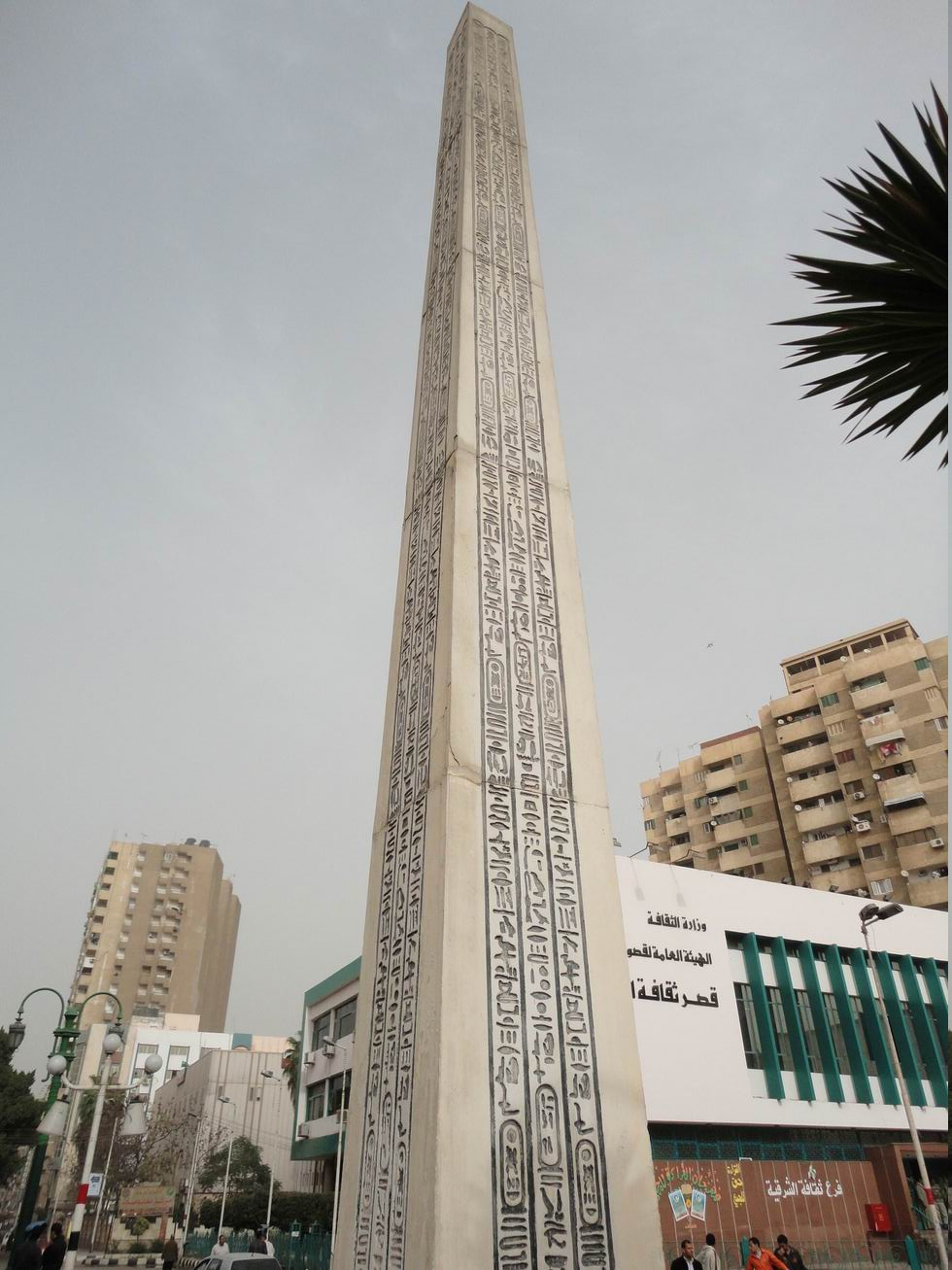
مسلة فرعونية أمام مبنى المحافظة
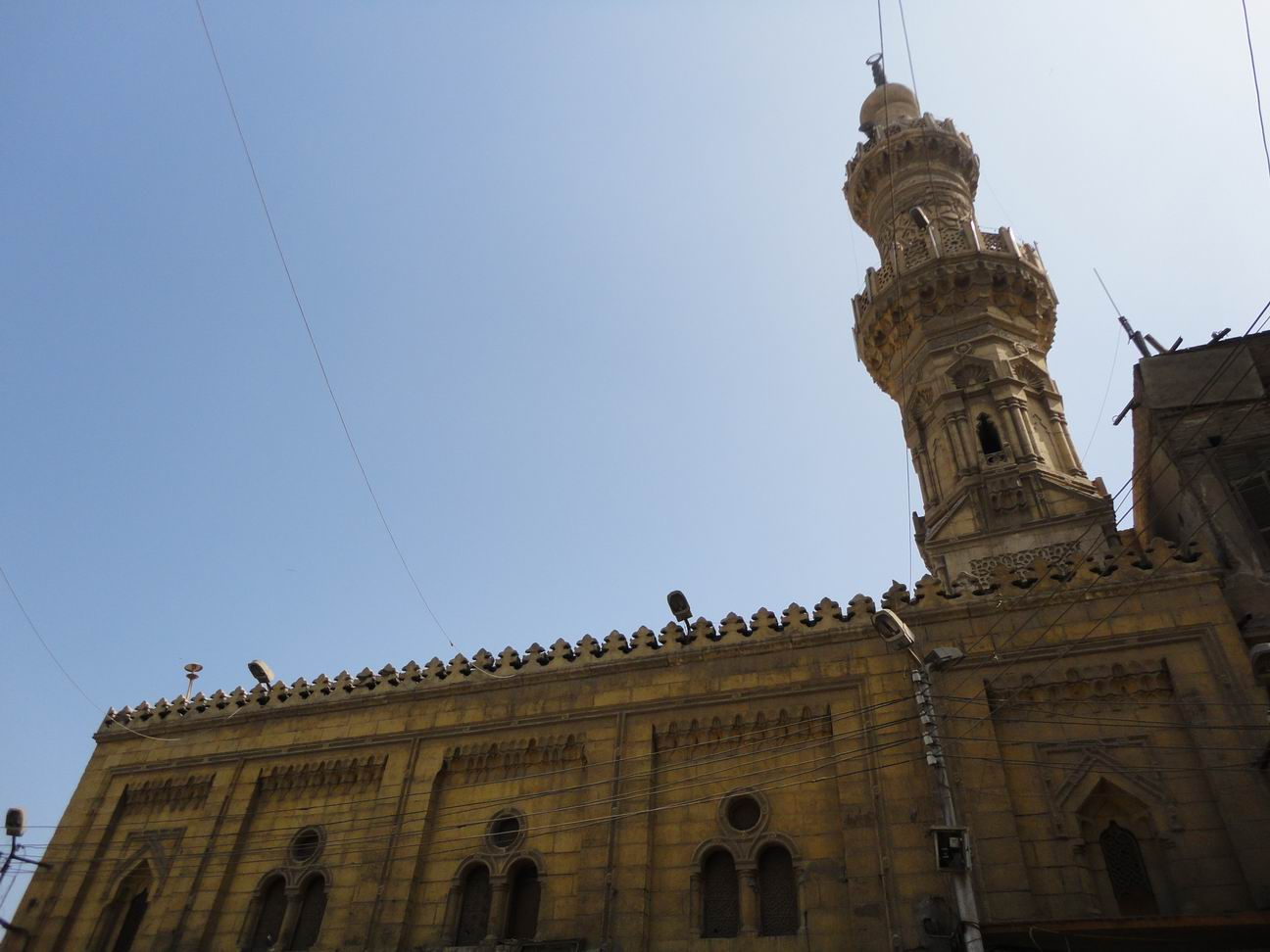
الجامع الكبير بالقيسارية
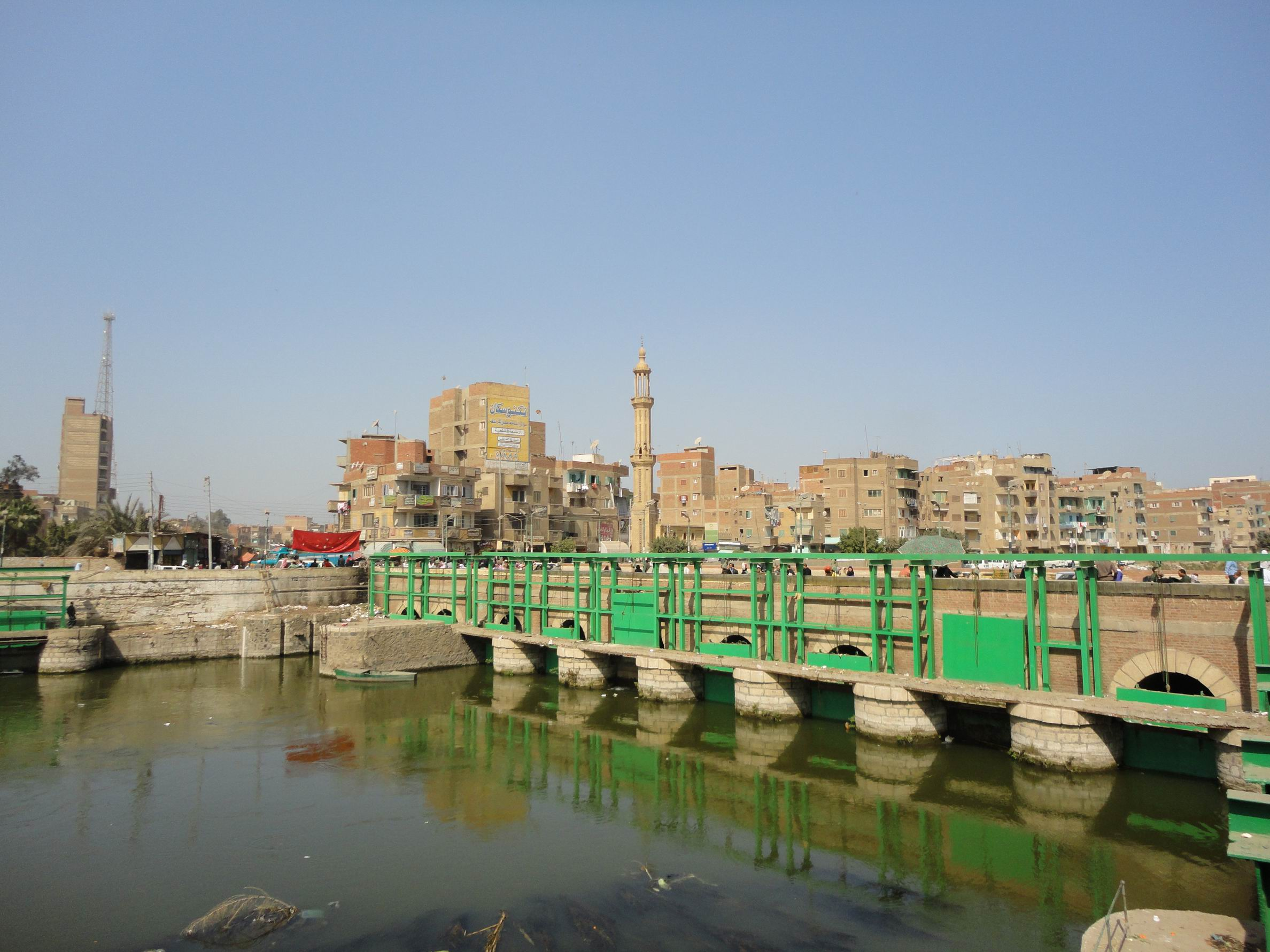
القناطر التسعة
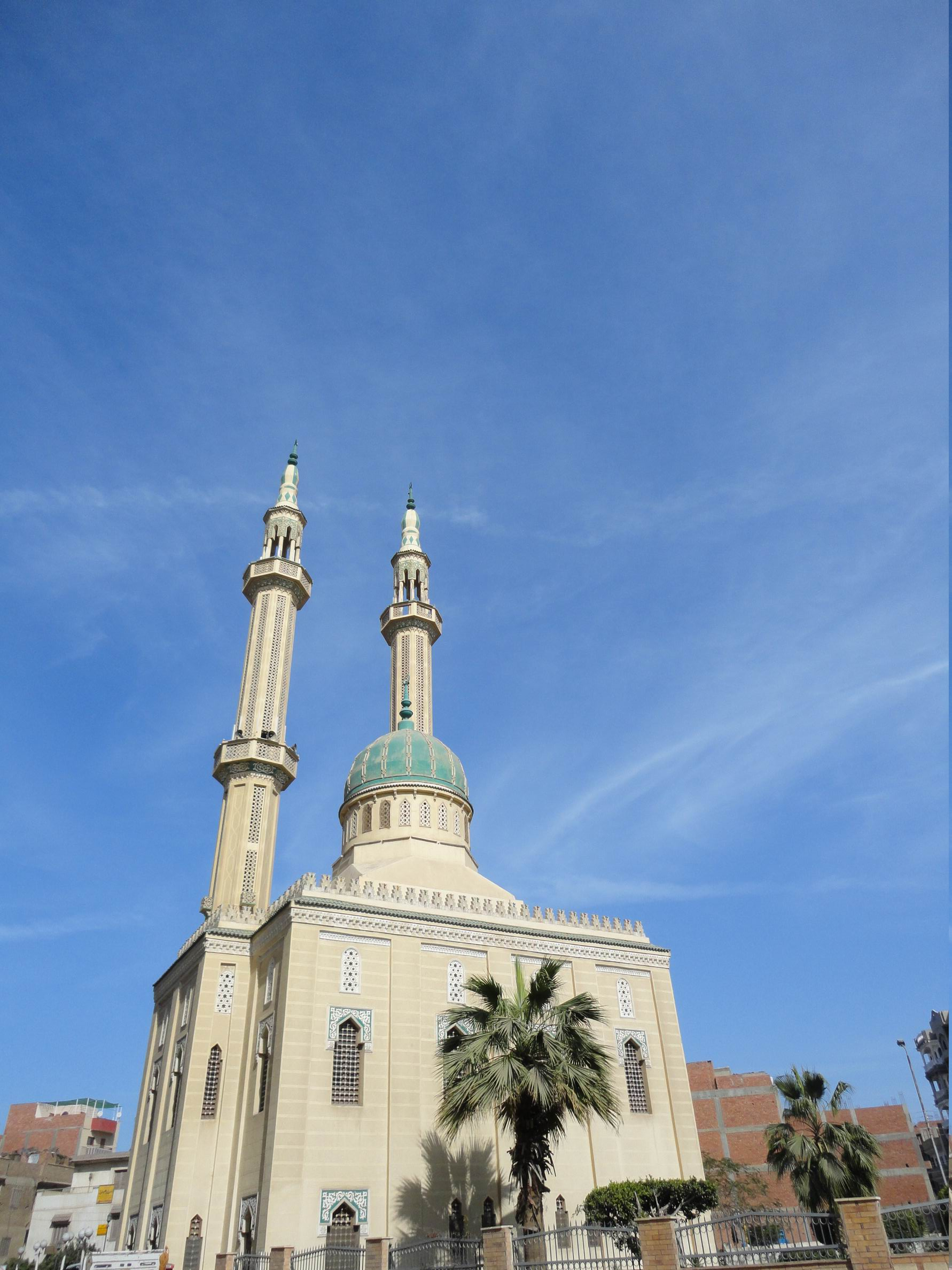
ديرب نجم - مسجد الفتح
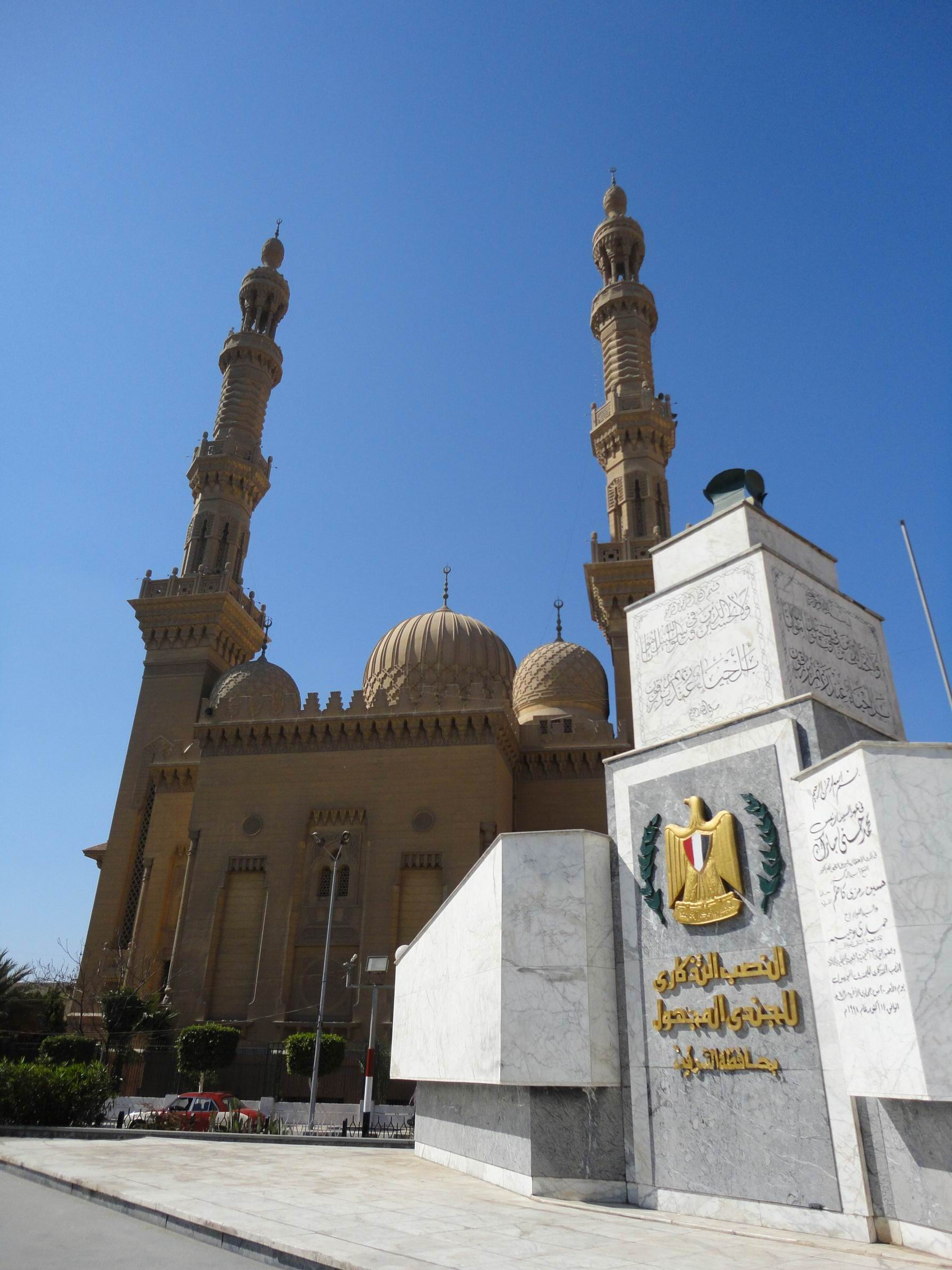
النصب التذكارى للجندى المجهول أمام مسجد الفتح
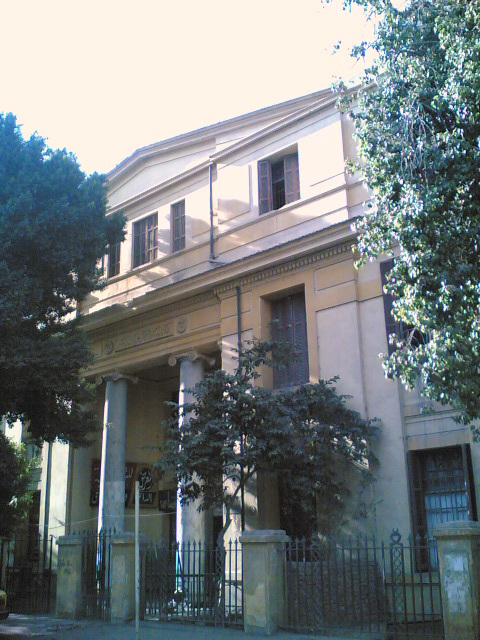
مدرسة السادات الاعدادية بنين
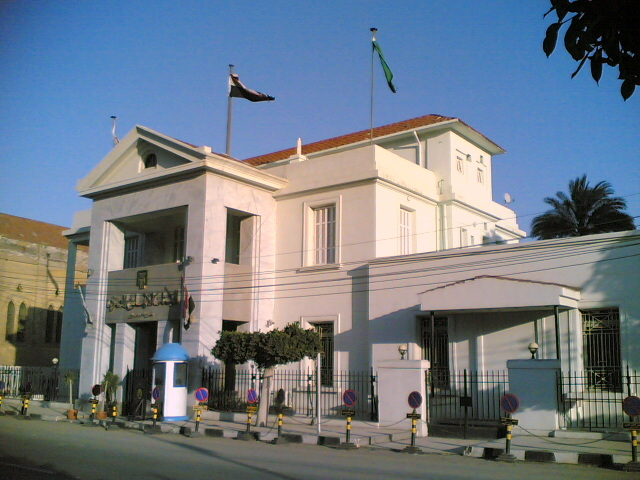
البنك الأهلى - الفرع الالكترونى
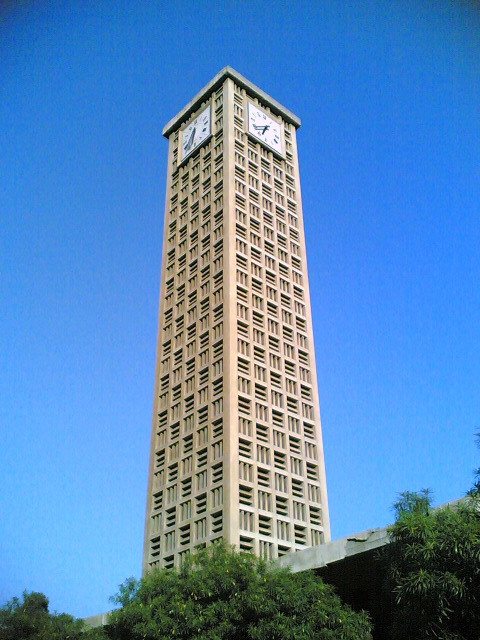
ساعة محطة القطارات
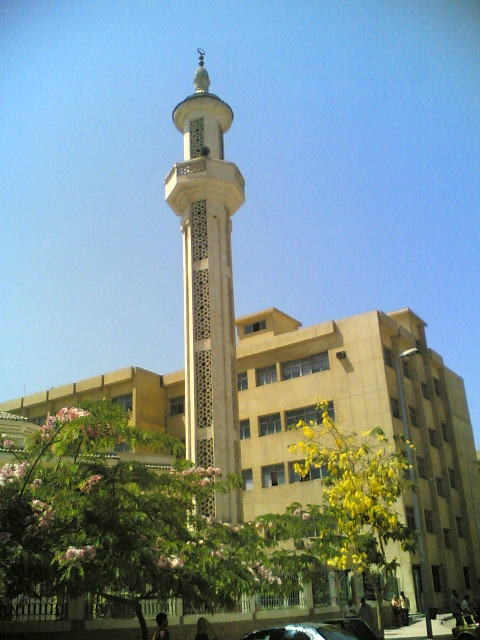
مسجد الجامعة
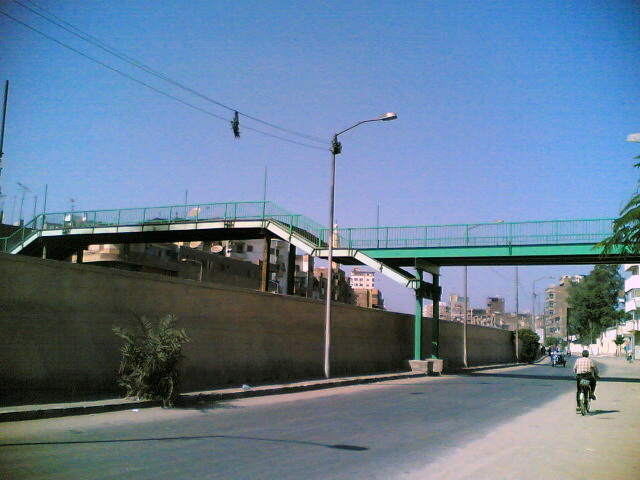
الكوبرى الأخضر
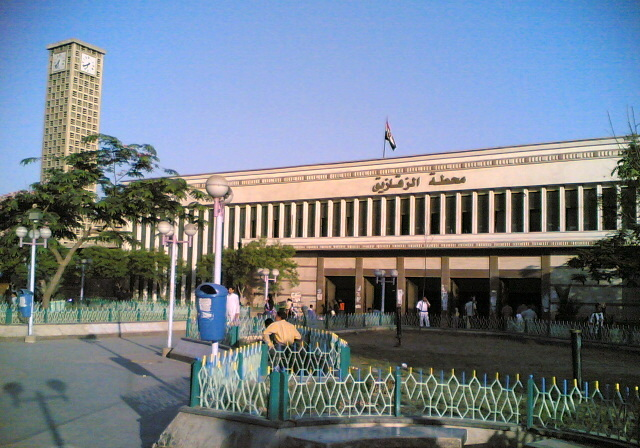
محطة قطارات الزقازيق
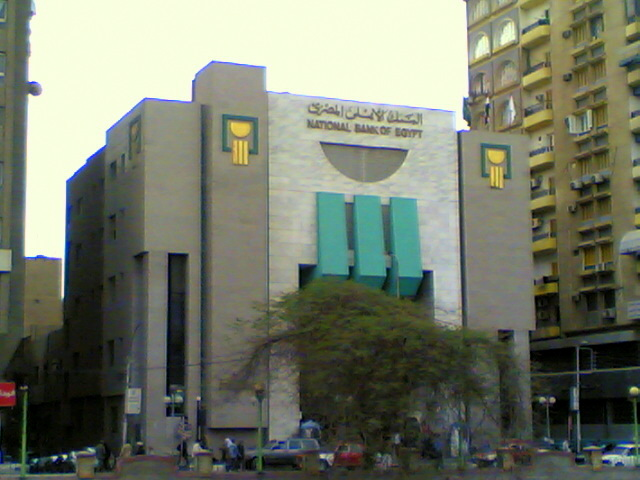
البنك الأهلى المركز الرئيس
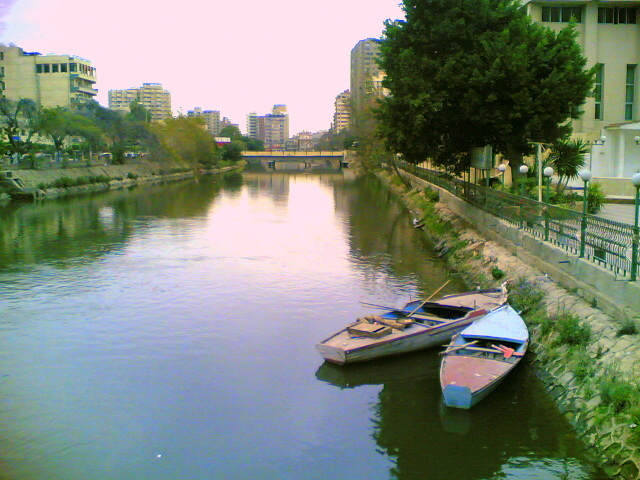
الزقازيق - بحر مويس
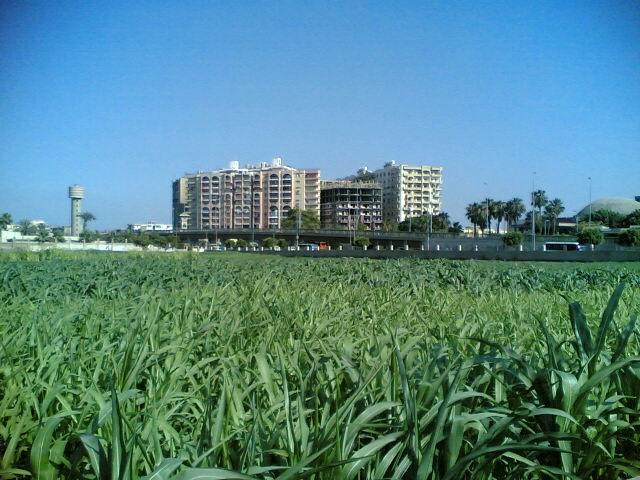
أبراج الصيادلة بالزراعة